# Capua (genre)
Genre
Synonymes
- Teratodes Guenée, 1845[1]

Capua  est un genre de lépidoptères (papillons) de la famille des Tortricidae.

## Liste des espèces
Selon Catalogue of Life (30 juin 2020) :
- Capua acrita Turner, 1916
- Capua acritodes Meyrick, 1910
- Capua acrographa Turner, 1916
- Capua adynata Turner, 1945
- Capua aeluropa Meyrick, 1926
- Capua alopecana Meyrick, 1885
- Capua ammochroa Lower, 1893
- Capua arctophaea Meyrick, 1924
- Capua argentinotata Walsingham, 1907
- Capua aridela Turner, 1918
- Capua arrecta Meyrick, 1917
- Capua arrosta Turner, 1945
- Capua arrythmodes Turner, 1946
- Capua asemantica Turner, 1926
- Capua atristrigana Meyrick, 1881
- Capua aurantiaca Turner, 1945
- Capua belophora Turner, 1945
- Capua cassia Swezey, 1912
- Capua castanitis Turner, 1925
- Capua catharia Turner, 1926
- Capua catoxia Turner, 1925
- Capua ceramica Lower, 1908
- Capua changi Kawabe, 1989
- Capua chloraspis Meyrick, 1924
- Capua chrysostoma Meyrick, 1912
- Capua cirrhanthes Meyrick, 1921
- Capua cirrhoptera Turner, 1926
- Capua clarana Meyrick, 1881
- Capua cnaphalodes Meyrick, 1910
- Capua coenotoca Diakonoff, 1983
- Capua confragosa Meyrick, 1922
- Capua cornigera Meyrick, 1912
- Capua cosmopis Lower, 1894
- Capua crypserythra Turner, 1916
- Capua dasycerca Turner, 1916
- Capua debiliana Walker, 1863
- Capua decolorana Walker, 1863
- Capua deuterastis Meyrick, 1910
- Capua diemeniana Zeller, 1877
- Capua disputana Walker, 1863
- Capua dryina Meyrick, 1910
- Capua dura Turner, 1945
- Capua dyslecta Turner, 1926
- Capua effulgens Meyrick, 1910
- Capua endocypha Meyrick, 1931
- Capua ephedra Meyrick, 1910
- Capua epiloma Lower, 1902
- Capua erythrosema Turner, 1945
- Capua eucamata Turner, 1916
- Capua eucycla Turner, 1916
- Capua eugrapta Turner, 1926
- Capua euphona Meyrick, 1910
- Capua euryochra Turner, 1914
- Capua euryphaea Turner, 1938
- Capua euthemon Turner, 1945
- Capua euzona Turner, 1916
- Capua fabrilis Meyrick, 1912
- Capua flavocincta Walsingham, 1907
- Capua flavopicta Walsingham, 1907
- Capua fuscicepsana Walker, 1863
- Capua glycypolia Turner, 1945
- Capua gongylia Turner, 1925
- Capua gyrobathra Turner, 1925
- Capua hedyma Turner, 1915
- Capua hemicosmana Meyrick, 1881
- Capua hyperetana Meyrick, 1881
- Capua incorrupta Meyrick, 1922
- Capua infaustana Walsingham, 1907
- Capua intractana Walker, 1869
- Capua ischnomorpha Turner, 1945
- Capua lentiginosana Walsingham, 1879
- Capua leptophracta Meyrick, 1931
- Capua leptospila Lower, 1901
- Capua leucobela Turner, 1945
- Capua leucospila Lower, 1893
- Capua leucostacta Meyrick, 1910
- Capua liparochra Meyrick, 1928
- Capua lissochrysa Diakonoff, 1976
- Capua malacotorna Meyrick, 1931
- Capua melanatma Meyrick, 1908
- Capua melancrocana Walker, 1863
- Capua melanophragma Meyrick, 1936
- Capua mersana Walker, 1863
- Capua metacentra Meyrick, 1918
- Capua microphaea Turner, 1926
- Capua montanana Meyrick, 1881
- Capua montivagana Meyrick, 1881
- Capua morosa Diakonoff, 1975
- Capua multistriata Turner, 1945
- Capua myopolia Turner, 1945
- Capua naias Turner, 1916
- Capua nimbosa Turner, 1926
- Capua notograpta Meyrick, 1910
- Capua notopasta Turner, 1945
- Capua nummulata Meyrick, 1910
- Capua ochrobaphes Turner, 1938
- Capua oheoheana Swezey, 1933
- Capua ophthalmias Meyrick, 1910
- Capua oxycelis Diakonoff, 1983
- Capua oxydesma Lower
- Capua oxygona Lower, 1899
- Capua oxygrammana Meyrick, 1881
- Capua pancapna Turner, 1945
- Capua pantherina Meyrick, 1908
- Capua paraloxa Meyrick, 1910
- Capua parastactis Meyrick, 1910
- Capua pentazona Lower, 1901
- Capua pernitida Walsingham, 1907
- Capua petrophora Meyrick, 1938
- Capua phaeosema Turner, 1945
- Capua phellodes Meyrick, 1910
- Capua phryctora Meyrick, 1910
- Capua placodes Lower, 1899
- Capua placoxantha Lower, 1896
- Capua plathanana Meyrick, 1881
- Capua plinthoglypta Meyrick, 1892
- Capua polias Meyrick, 1913
- Capua poliobaphes Turner, 1926
- Capua polydesma Turner, 1915
- Capua promiscua Meyrick, 1922
- Capua psammocyma Meyrick, 1908
- Capua pseudarcha Meyrick, 1910
- Capua pterotropiana Swezey, 1933
- Capua ptilocrossa Meyrick, 1914
- Capua pylora Meyrick, 1938
- Capua reclina Razowski, 1978
- Capua repentina Razowski, 1978
- Capua reynoldsiana Swezey, 1920
- Capua rhynchota Turner, 1945
- Capua ruficapilla Meyrick, 1932
- Capua santalata Swezey, 1913
- Capua scaphosema Turner, 1945
- Capua semiferana Walker, 1863
- Capua siderantha Meyrick, 1906
- Capua solana Walker, 1863
- Capua spilonoma Meyrick, 1932
- Capua symphonica Turner, 1945
- Capua tapinopis Turner, 1945
- Capua tarachota Meyrick, 1910
- Capua tetraplasandra Swezey, 1920
- Capua tetraplasia Turner, 1916
- Capua thaleropis Turner, 1926
- Capua thelmae Diakonoff, 1967
- Capua thermaterrima Lower, 1893
- Capua thiodyta Meyrick, 1931
- Capua tolmera Turner, 1945
- Capua triadelpha Meyrick, 1920
- Capua tylonota Meyrick, 1926
- Capua vacuana Walker, 1863
- Capua variegata Philpott, 1930
- Capua vulgana Frölich, 1828
- Capua vulpina Turner, 1916
- Capua xanthogona Walsingham, 1907
- Capua xuthochyta Turner, 1945
- Capua xylophaea Meyrick, 1912
- Capua zapyrrha Meyrick, 1936
- Capua zygiana Meyrick, 1883